# Stanča (Servië)
Stanča (Servisch cyrillisch Станча) is een plaats in de Servische gemeente Kraljevo. De plaats telt 91 inwoners (2002).